# Monticello Brianza
Monticello Brianza is een gemeente in de Italiaanse provincie Lecco (regio Lombardije) en telt 4179 inwoners (31-12-2004). De oppervlakte bedraagt 4,6 km², de bevolkingsdichtheid is 1047 inwoners per km².

## Demografie
Monticello Brianza telt ongeveer 1612 huishoudens. Het aantal inwoners daalde in de periode 1991-2001 met 0,8% volgens cijfers uit de tienjaarlijkse volkstellingen van ISTAT.
| Jaar | Inwoneraantal |
| ---- | ------------- |
| 1991 | 4217          |
| 2001 | 4182          |

## Geografie
Monticello Brianza grenst aan de volgende gemeenten: Barzanò, Besana in Brianza (MI), Casatenovo, Cassago Brianza, Missaglia, Renate (MI), Viganò.